# Фонв'єй (Монако)
Фонв'єй (фр. Fontvieille) — місто і район у Князівстві Монако, розташований на південному заході країни. Площа — 33,5 га. Населення — 3602 людини (за даними на 2008 р.).

## Про місто
Місто було побудоване в результаті осушувальних робіт в 1970-і рр. за керівництвом 12-го князя Монако Реньє ІІІ. В Фонв'єї розташований Стадіон Луї II, на території якого знаходяться офіси ФК Монако, а також Університет Монако. В місті є вертодром Монако, завдячуючи якому Князівство Монако сполучене з Республікою Франція повітряним шляхом.

## Галерея

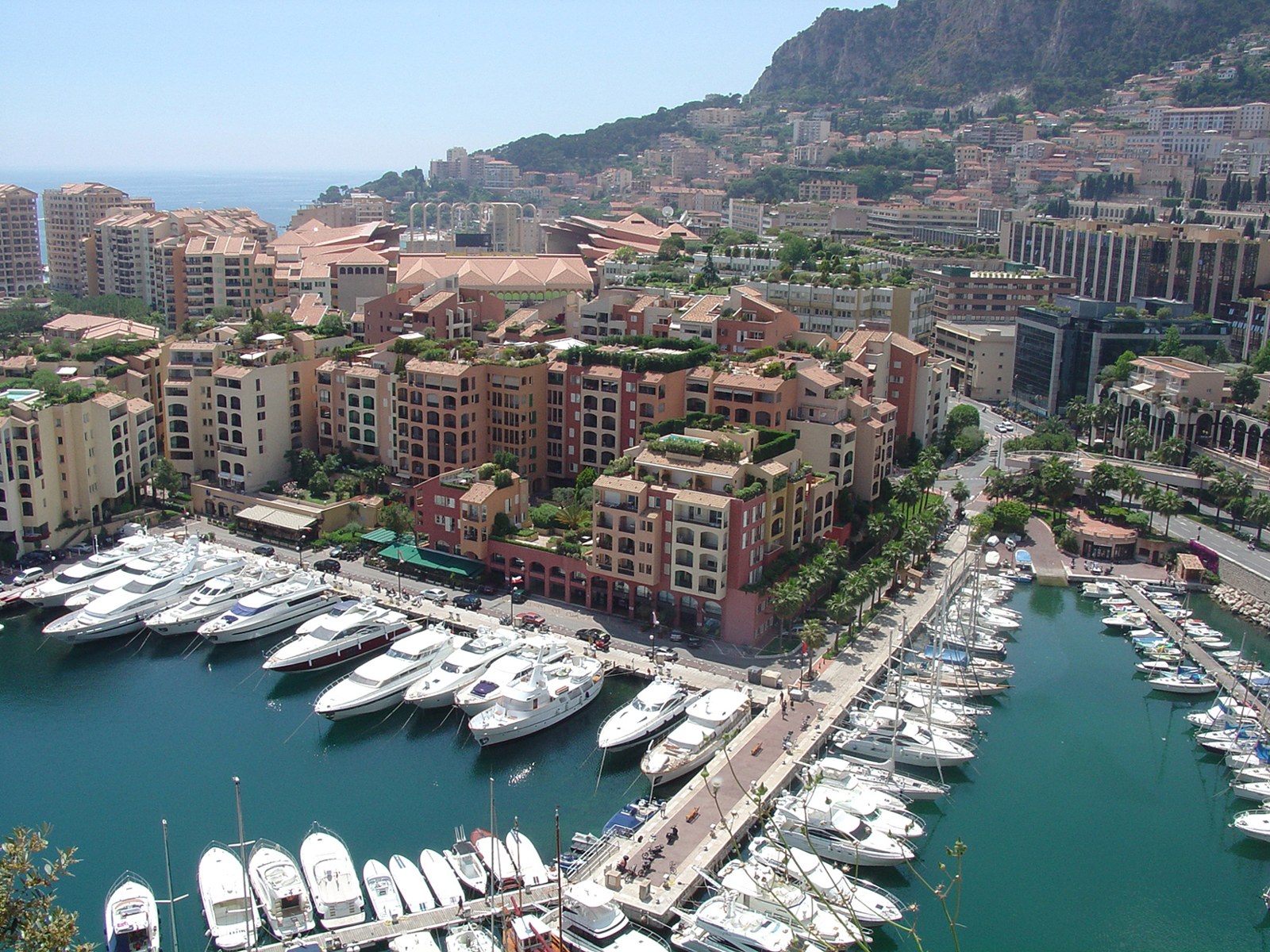
Вигляд з заходу
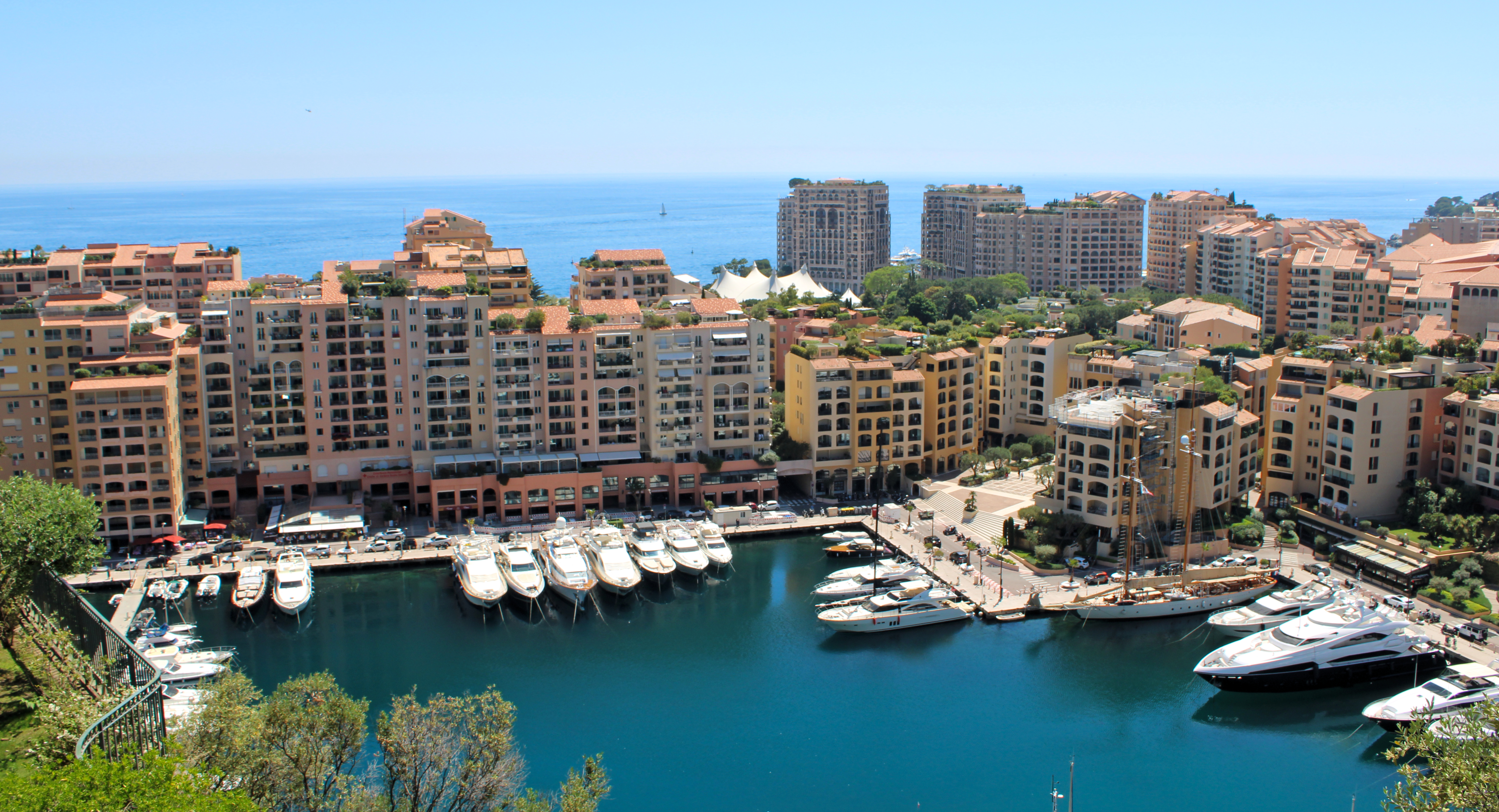
Вигляд зі сходу
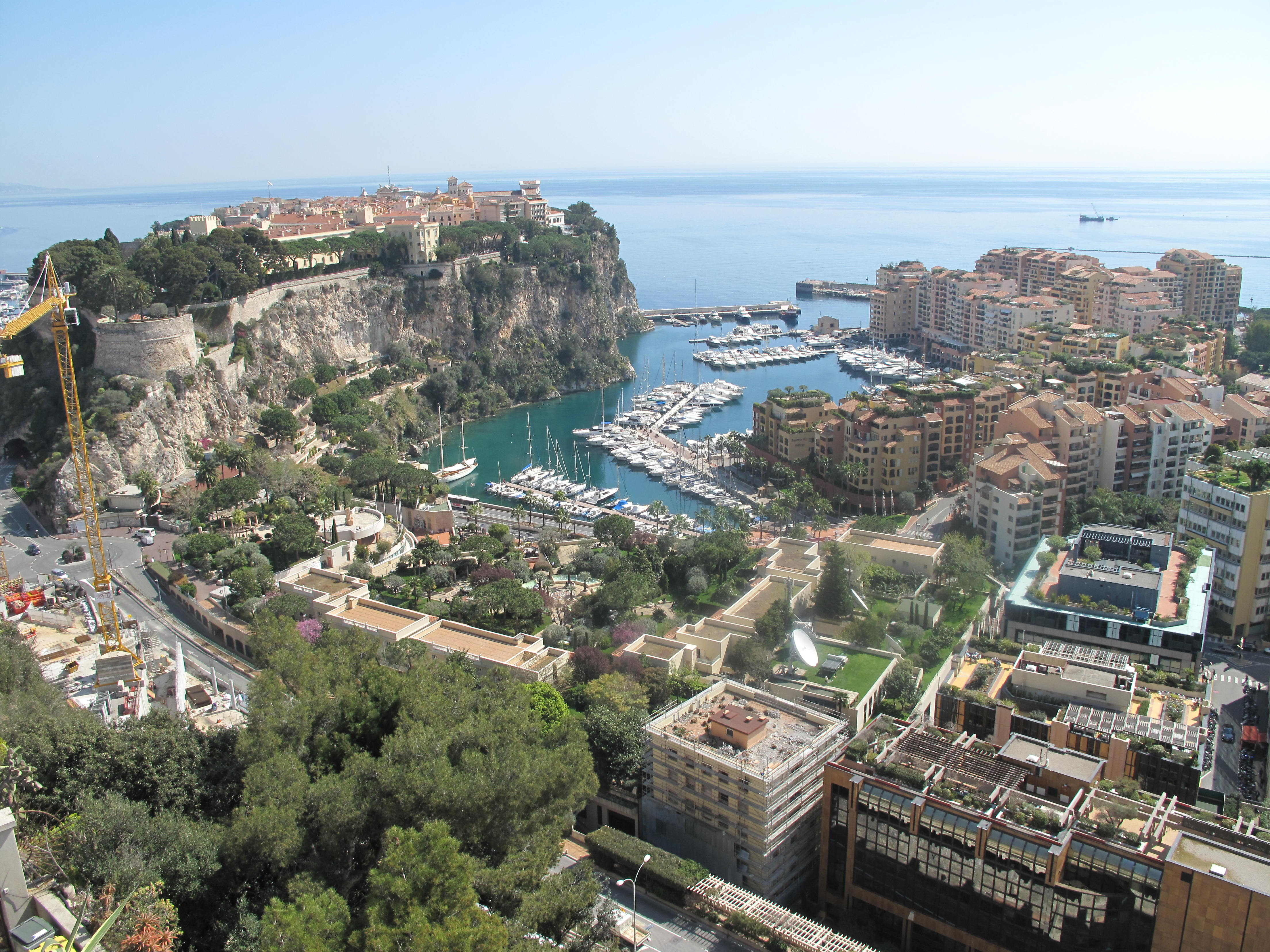
Вид на Фонв'єй з Екзотичного саду Монако